# ティエリ・ルトンダ
ティエリ・ルトンダ（Thierry Lutonda、2000年10月27日）は、ベルギー・リエージュ出身のサッカー選手。PECズヴォレ所属。ポジションはDF。

## 経歴
2019年7月28日、KVオーステンデ戦でRSCアンデルレヒトでのトップチームデビューを果たした。
2020年7月9日、エールディヴィジのRKCヴァールヴァイクにレンタルされた。その後完全移籍となり、2024年までの契約を結んだ。
2024年5月24日、PECズヴォレに2年契約で移籍した。